# Alfred Hagn
Alfred Hagn (Fischbachau, 18 febbraio 1948 – Kreuth, 11 aprile 2020) è stato uno sciatore alpino tedesco che gareggiò per la nazionale tedesca occidentale.

## Biografia
Sciatore polivalente originario di Elbach di Fischbachau, debuttò ai Giochi olimpici invernali a Grenoble 1968, dove si classificò 16º nello slalom speciale; in Coppa del Mondo ottenne il primo piazzamento il 10 gennaio 1972 a Berchtesgaden in slalom gigante giungendo 4º: tale piazzamento sarebbe rimasto il migliore di Hagn nel massimo circuito internazionale, bissato il 24 gennaio successivo sulla Chuenisbärgli di Adelboden. Sempre nel 1972 giunse 3º nella combinata dell'Hahnenkamm di Kitzbühel e partecipò agli XI Giochi olimpici invernali di Sapporo 1972, sua ultima partecipazione olimpica, dove si classificò 27º nella discesa libera, 4º nello slalom gigante e non completò lo slalom speciale. Il 19 marzo dello stesso anno ottenne l'ultimo piazzamento in Coppa del Mondo, a Pra Loup in slalom gigante (6º);  in Coppa Europa nella stagione 1974-1975 vinse la classifica di slalom speciale, suo ultimo risultato agonistico, e si ritirò nel 1976. Dopo il ritiro prese parte al circuito professionistico nordamericano (Pro Tour).

## Palmarès

### Coppa del Mondo
- Miglior piazzamento in classifica generale: 22º nel 1972

### Coppa Europa
- Vincitore della classifica di slalom speciale nel 1975[2]

### Campionati tedeschi
- 3 ori (slalom speciale nel 1968; discesa libera nel 1970; slalom gigante nel 1972)[3][4]